# 2005年吉布提总统选举
2005年吉布提总统选举于2005年4月8日举行，吉布提在职总统伊斯梅尔·奥马尔·盖莱在没有竞争者的情形下当选，开始一个新的6年任期。

## 背景
哈桑·古莱德·阿普蒂敦自吉布提1977年独立以来担任总统，直到1999年下台。阿普蒂敦在国际社会压力下，1992年实行多党制，在1999年吉布提总统选举中，阿普蒂敦的外甥伊斯梅尔·奥马尔·盖莱以74%的得票率当选。 2003年吉布提议会选举中，盖莱领导的总统多数联盟包揽了所有65个席位，反对派指责选举舞弊。

## 竞选
吉布提主要反对党没有提出总统候选人，呼吁支持者抵制这次选举。穆罕默德·达乌德·谢海姆是唯一宣称要参加选举的反对派候选人，但是在2005年3月10日，他退出选举，理由是没有足够资金参与选举。 3月18日，反对党恢復團結和民主陣線发表声明说“通过投票箱改变吉布提共和国基本是死路一条”。
尽管没有竞选对手，盖莱仍然进行了颇有声势的竞选活动。他举行了多次晚间竞选集会，许诺减少贫困、提高妇女权利和改善政府的透明度。他批评反对派不敢跟他竞争，他称他对于没有竞选对手感到遗憾。
在投票日，发生了反对这次选举的抗议活动，警察喷射了催泪瓦斯予以镇压。吉布提官方通讯社报道，这次选举投票率高达70%以上，但是反对派质疑这一数字的正确性。

## 选举结果
| 伊斯梅尔·奥马尔·盖莱 - 人民进步大会 | 144,433 | 100.00 |
| 总有效票数 （投票率 71.7%）         | 144,433 | 100.00 |
| 无效票数                            | 4,692   |        |
| 总票数                              | 149,125 |        |
| 注册选民                            | 208,098 |        |
| 来源： 非洲选举数据库               |         |        |

## 余波
伊斯梅尔·奥马尔·盖莱在2005年5月9日宣誓就任总统，开始自己的第二个任期，许诺促进吉布提经济发展。